# 삼성 갤럭시 스피카
삼성 갤럭시 스피카(Samsung GALAXY Spica) 혹은 삼성 갤럭시 포털(Samsung GALAXY Portal)은 삼성전자에서 2009년 11월에 출시한 안드로이드 스마트폰이다.

## 운영 체제/소프트웨어

### 안드로이드 2.1 이클레어
안드로이드 1.6 도넛에서 있었던 문제점을 수정했다.

### 안드로이드 2.2 프로요
2010년 12월에 업데이트 되었다. 주요 기능은 하단바에 전화, 인터넷 바로가기가 추가되었다.

## 사진

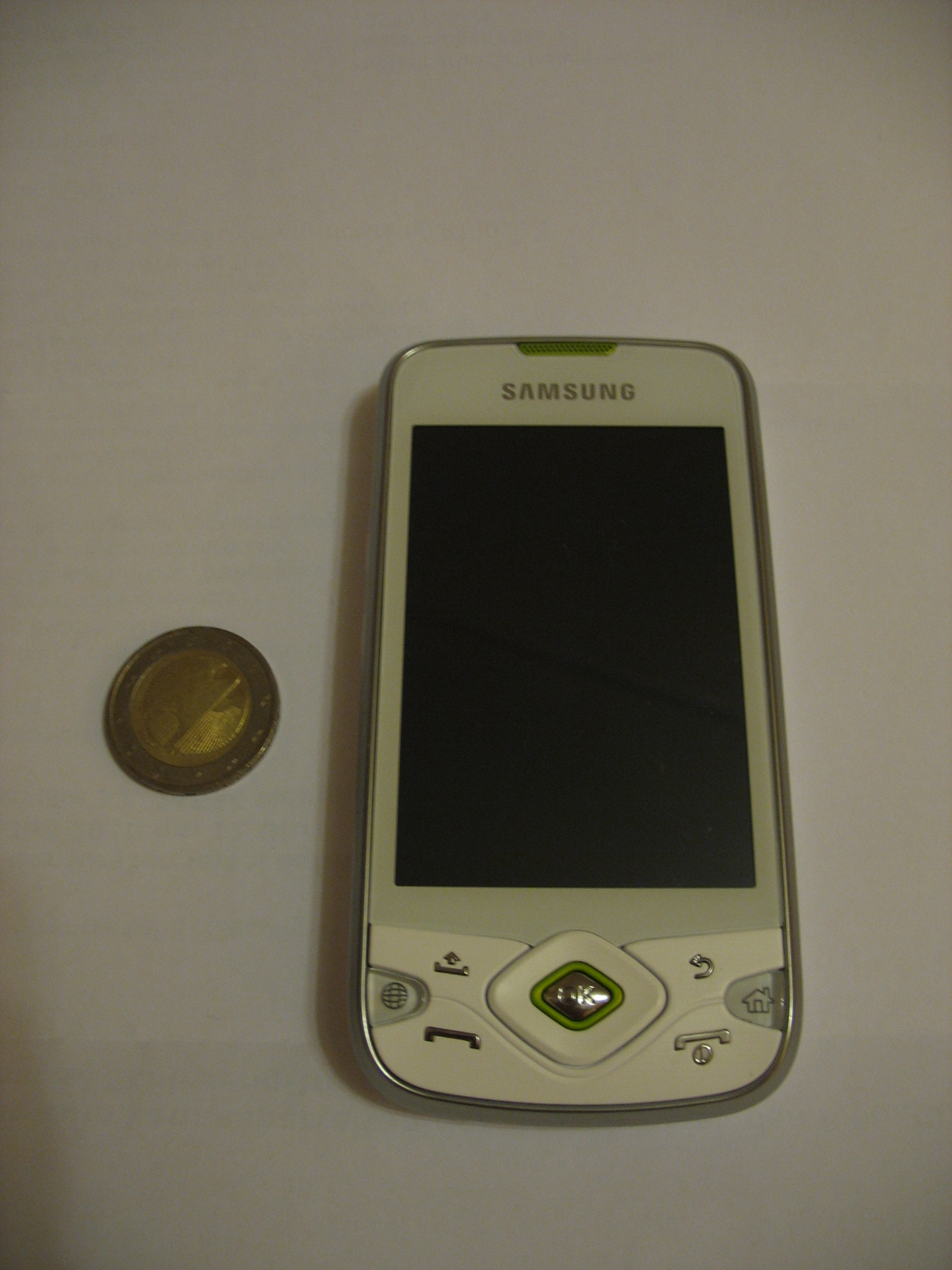
갤럭시 스피카 화이트
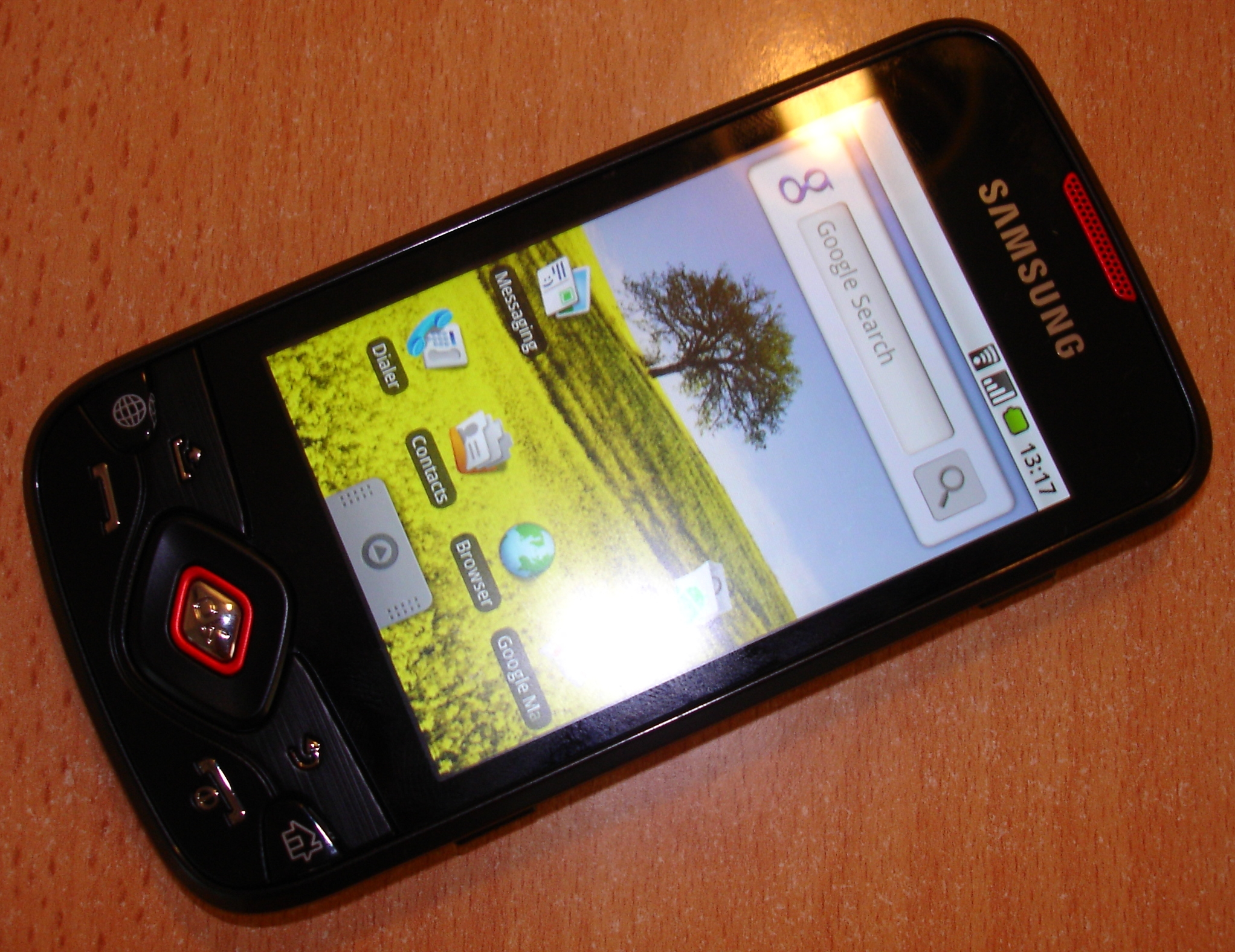
갤럭시 스피카 블랙